# National Premier Leagues South Australia
National Premier Leagues South Australia (w skrócie NPL  South Australia) –  piłkarskie rozgrywki na najwyższym szczeblu w stanie Australia Południowa. Organizowane i zarządzane przez federacje stanową Football Federation of South Australia. Założone w 1903 roku pod nazwą Division One, w latach 1923–1928 funkcjonowały pod nazwą Metropolitan League, od 1929 roku ponownie pod nazwą Division One. W 1994 roku nazwa rozgrywek została zmieniona na Premier League, a w 2006 roku na Super League. W 2013 roku Super League weszła w skład National Premier Leagues, zmieniając tym sam nazwę na National Premier Leagues South Australia.

## Mistrzowie rozgrywek
Najbardziej utytułowanym klubem w historii rozgrywek jest Adelaide City (historyczne nazwy: Juventus i Adelaide Juventus), który 17-krotnie zdobywał tytuł mistrzowski.
| - 1903: North Adelaide - 1904: Woodville - 1905: Hindmarsh - 1906: North Adelaide - 1907: Hindmarsh - 1908: Hindmarsh - 1909: Hindmarsh - 1910: Cambridge - 1911: Port Adelaide - 1912: Port Adelaide - 1913: Hindmarsh - 1914: North Adelaide - 1915: Cheltenham - 1916: nierozgrywane - 1917: nierozgrywane - 1918: nierozgrywane - 1919: North Adelaide - 1920: Cheltenham - 1921: Cheltenham - 1922: Cheltenham - 1923: Cheltenham - 1924: Hindmarsh - 1925: West Torrens - 1926: Port Adelaide - 1927: Port Adelaide - 1928: West Torrens - 1929: West Torrens - 1930: West Adelaide - 1931: Port Adelaide - 1932: West Torrens - 1933: Kingswood - 1934: Port Thistle - 1935: Port Thistle - 1936: West Torrens - 1937: Port Thistle - 1938: Northumberland & Durham - 1939: West Torrens - 1940: Sturt |  | - 1941: West Torrens - 1942: nierozgrywane - 1943: Northumberland & Durham - 1944: Birkalla Rovers - 1945: Birkalla Rovers - 1946: Kingswood - 1947: Birkalla Rovers - 1948: Sturt - 1949: Sturt - 1950: Birkalla Rovers - 1951: Birkalla Rovers - 1952: Birkalla Rovers - 1953: Juventus - 1954: Juventus - 1955: Polonia Adelaide - 1956: Juventus - 1957: Juventus - 1958: Juventus - 1959: Juventus - 1960: Budapest - 1961: Budapest i Victoria - 1962: Budapest - 1963: Juventus - 1964: Juventus - 1965: U.S.C. Lion - 1966: Hellas - 1967: Adelaide Juventus - 1968: West Adelaide Hellas - 1969: West Adelaide Hellas - 1970: Adelaide Juventus - 1971: West Adelaide Hellas - 1972: Adelaide Juventus - 1973: West Adelaide Hellas - 1974: Adelaide Juventus - 1975: Polonia Adelaide - 1976: West Adelaide Hellas - 1977: Polonia Adelaide - 1978: Cumberland United - 1979: Beograd Woodville - 1980: Croatia Adelaide - 1981: Eastern Districts Azzurri - 1982: Eastern Districts Azzurri |  | - 1983: Beograd Woodville - 1984: Croatia Adelaide - 1985: Salisbury United - 1986: Campbelltown City - 1987: West Adelaide Hellas - 1988: Adelaide Croatia - 1989: West Adelaide Hellas - 1990: West Adelaide Hellas - 1991: West Adelaide Hellas - 1992: Eastern Districts Azzurri - 1993: White City Woodville - 1994: Adelaide Blue Eagles - 1995: Adelaide Blue Eagles - 1996: Adelaide Blue Eagles - 1997: Adelaide Raiders - 1998: West Torrens Birkalla - 1999: Cumberland United - 2000: Adelaide Blue Eagles - 2001: Adelaide Blue Eagles - 2002: Adelaide Raiders - 2003: Adelaide Blue Eagles - 2004: North Eastern MetroStars SC - 2005: Adelaide City - 2006: Adelaide City - 2007: Adelaide City - 2008: Adelaide City - 2009: North Eastern MetroStars SC - 2010: Adelaide City - 2011: Adelaide Blue Eagles - 2012: North Eastern MetroStars SC - 2013: Campbelltown City - 2014: Croydon City Kings - 2015: West Adelaide - 2016: Campbelltown City - 2017: Croydon City Kings - 2018: Campbelltown City SC |

Źródło: Socceraust.co.uk.